# Rosmira (Vivaldi)
Rosmira (im Partitur-Manuskript Rosmira fedele) ist eine Opera seria (RV 731, Originalbezeichnung: „Dramma per musica“) in drei Akten, die Antonio Vivaldi als Pasticcio auf ein Libretto von Silvio Stampiglia zusammenstellte. Sie wurde am 27. Januar 1738 im Teatro Sant’Angelo in Venedig uraufgeführt.

## Handlung

### Kurzfassung
Erster Akt. Mehrere Prinzen werben um die Hand der Königin Partenope. Ihr Favorit ist Arsace aus Korinth. Sie weiß nicht, dass er ihretwegen seine einstige Verlobte Rosmira verlassen hat. Armindo aus Rhodos hingegen wagt es kaum, Partenope seine Liebe zu gestehen. Außerdem trifft der Armenier Eurimene ein – in Wirklichkeit die verkleidete Rosmira, die sich an Arsace rächen will und ihn schwören lässt, ihre Identität nicht zu verraten. Auch Eurimene/Rosmira gibt vor, Partenope zu lieben. Emilio aus Cumae droht mit Krieg, sollte Partenope seine Werbung nicht annehmen. Da sie ablehnt, ist eine Schlacht unvermeidlich. Die kretische Prinzessin Ersilla ist Emilio nachgereist und versucht zunächst vergeblich, ihn für sich zu gewinnen. Partenope selbst übernimmt das Kommando über ihre Truppen. Während des Kampfes rettet Armindo sie vor den Feinden. Arsace wiederum rettet Eurimene und nimmt Emilio gefangen.
Zweiter Akt. Bei der Siegesfeier reklamiert Eurimene/Rosmira den Sieg für sich selbst und diffamiert Arsace, der sich wegen seines Schwurs nicht zu verteidigen vermag. Die erboste Partenope lässt Eurimene verhaften. Arsace setzt sich für ihn ein und erreicht seine Freilassung. Seine Versuche, Rosmira zu versöhnen, bleiben dennoch erfolglos. Die anderen sind verwirrt über das merkwürdige Verhältnis von Arsace und Eurimene.
Dritter Akt. Eurimene enthüllt der Königin und den anderen Arsaces Vergangenheit und erklärt, dass er selbst von Rosmira gesandt wurde, um Arsace zum Duell herauszufordern. Partenope ist damit einverstanden. Vor dem Kampf besteht Arsace darauf, dass beide Parteien mit nacktem Oberkörper kämpfen. So zwingt er Rosmira, ihre Identität zu offenbaren, ohne seinen Schwur zu brechen. Damit ist die Bahn frei für ein glückliches Ende: Partenope nimmt die Werbung Armindos an, Rosmira und Arsace versöhnen sich, und Emilio entscheidet sich für Ersilla.

### Erster Akt
Platz am Meer mit Partenopes Thron, einer Apollon-Statue und einem entzündeten Altar
Szene 1. In einer öffentlichen Zeremonie bittet Königin Partenope den Gott Apollon um Schutz für die von ihr gegründete und nach ihr benannte Stadt (heute Neapel). Das Volk jubelt ihr zu (Chor: „Viva viva Partenope viva“).
Szene 2. Partenope hat zwei Verehrer, die Prinzen Arsace von Korinth und Armindo von Rhodos. Arsace hat ihretwegen seine Verlobte Rosmira, die Prinzessin von Zypern, verlassen. Er ist überrascht, als ein fremder Armenier auftaucht, der dieser erstaunlich ähnlich sieht. Der Armenier behauptet, er heiße Eurimene und habe in einem Sturm Schiffbruch erlitten. Er bittet Partenope um Hilfe, da er bei dem Unglück seinen gesamten Besitz verloren habe.
Szene 3. Partenopes Hauptmann Ormonte berichtet, dass Teile des Landes von den Truppen des benachbarten Cumae besetzt worden seien. Deren Anführer Emilio habe einen Boten geschickt und wolle Partenope sprechen.
Szene 4. Eurimene/Rosmira horcht Armindo über die Verhältnisse an Partenopes Hof aus. Sie erfährt, dass Armindo die Königin liebt, diese ihm aber seinen Rivalen Arsace vorziehe. Sie empfiehlt Armindo, Partenope seine Liebe zu offenbaren. Armindo beschließt, ihrem Rat zu folgen (Arie Armindo: „Fra l’orror del grave affanno“).
Garten von Partenopes Palast
Szene 5. Arsace kehrt zurück und stellt den vermeintlichen Eurimene zur Rede. Rosmira leugnet nicht, seine einstige Braut zu sein. Obwohl Arsace behauptet, dass er sie noch immer liebe, glaubt sie ihm nicht. Sie ist aber bereit, ihm seine Werbung um den Thron Neapels zu vergeben, sofern er schwört, ihre Identität unter allen Umständen geheim zu halten. Arsace leistet diesen Eid, und Rosmira warnt ihn vor den Konsequenzen, falls er ihn brechen sollte (Arie Rosmira: „Pensa che dei tacer“).
Szene 6. Arsace stellt fest, dass er noch immer Gefühle für Rosmira hat. Partenope hat inzwischen Armindos Liebe zu ihr erkannt und teilt dies Arsace mit. Sie ergänzt, dass sie Armindos Treue viel verdanke, ihn aber Arsaces wegen nicht erhören könne.
Szene 7. Als Eurimene/Rosmira hinzukommt, teilt Partenope ihm mit, dass Arsace ihr Favorit sei. Eurimene gibt vor, darüber erschüttert zu sein, da er sich selbst in Partenope verliebt habe. Partenope kann ihm keine Hoffnung machen (Arie Partenope: „Sei caro all’or che serbi“).
Szene 8. Rosmira wirft Arsace seine Treulosigkeit vor und schwört Rache.
Szene 9. Arsace kann sich nicht zwischen den beiden Frauen entscheiden (Arie Arsace: „La rondinella“).
Szene 10. Die kretische Prinzessin Ersilla liebt Emilio und ist ihm an den Hof Partenopes gefolgt. Als sie ihm jedoch ihre Gefühle offenbart, erklärt er, weder sie noch die Liebe zu kennen, und weist sie ab (Arie Ersilla: „Aver un’anima“).
Königliches Gemach mit einem Thron
Szene 11. Ormonte führt Emilio zur Audienz mit Partenope, an der auch Eurimene, Arsace und Armindo teilnehmen. Emilio versichert Partenope, dass er nicht als Feind gekommen sei, sondern um ihre Hand anhalten wolle, da er sie liebe. Falls sie ablehne, werde er aber zu Waffengewalt greifen. Partenope weist ihn entschieden zurück und droht mit ihrem Zorn. Emilio muss sich auf den Krieg vorbereiten (Arie Emilio: „Già risvegliar à sdegno“).
Szene 12. Arsace, Armindo und Eurimene werden sich nicht einig, wer von ihnen die neapolitanischen Truppen führen darf. Partenope beschließt daher, als Amazone selbst das Oberkommando zu übernehmen. Ormonte fühlt sich von ihrer Entschlossenheit angespornt (Arie Ormonte: „Sempre la fiamma è bella“).
Szene 13. Auch Eurimene/Rosmira will am Kampf teilnehmen. Arsace versucht, ihr das auszureden, da er sich um ihre Sicherheit sorgt.
Szene 14. Armindo fühlt sich von Eurimene verraten, der um seine Geliebte wirbt, obwohl er ihm seine Gefühle anvertraut hat.
Szene 15. Rosmira reflektiert ihre Gefühle gegenüber Arsace (Arie Rosmira: „È follia se nascondete“).
Wald in der Nähe des Lagers der Cumaer
Szene 16. Die Schlacht beginnt (Arie Emilio: „Forti schiere“). Armindo rettet Partenope vor einem Angriff feindlicher Soldaten. Emilio überwältigt Eurimene/Rosmira im Zweikampf, doch Arsace kann sie befreien und im Gegenzug Emilio gefangen nehmen. Damit steht der Sieg fest. Ormonte bringt die eroberten feindlichen Banner, und alle preisen die siegreiche Königin Partenope (Chor: „Ti circondi la gloria d’allori“).

### Zweiter Akt
Eine mit Trophäen geschmückte Straße mit einem Triumphbogen
Szene 1. Partenope erscheint in einer großen Kutsche zur Siegesfeier. Großzügig lässt Partenope Emilio die Fesseln lösen. Dieser weist sie auf die Heldenhaftigkeit Armindos hin. Eurimene/Rosmira stimmt zu und ergänzt, dass sich andererseits Arsace keineswegs ausgezeichnet hätte, nachdem er selbst Emilio überwältigt habe. Obwohl Emilio dieser Lüge widerspricht, zeigt sich Arsace nicht beleidigt, sondern überlässt Eurimene sogar einen Teil des Ruhms. Die anderen verstehen sein Verhalten nicht. Partenope lässt Eurimene wegen seiner fortgesetzten Provokationen gegen ihren Geliebten verhaften (Arie Partenope: „Il mio caro e dolce amore“).
Szene 2. Arsace versucht vergeblich, Rosmira zur Versöhnung zu bewegen. Armindo, Emilio und Ersilla wundern sich über dessen vermeintliche Feigheit und die Aggressivität, mit der Eurimene auf ihn reagiert (Arie Ersilla: „Vorrei dirti il mio dolore“).
Szene 3. Als Armindo und Emilio Eurimene/Rosmira darauf ansprechen, verteidigt er zu deren Verblüffung den Angegriffenen und vergleicht seinen Mut mit dem eines Löwen.
Szene 4. Ersilla erzählt Emilio, dass sie von einer Prinzessin zu ihm gesandt worden sei, die ihn liebe und im Gegensatz zu Partenope nicht verachte. Sie will deren Namen aber nur nennen, wenn er verspricht, sie nicht zurückzuweisen. Emilio schwört dies, überlegt es sich aber anders und vertröstet Ersilla auf später (Arie Emilio: „Prigionier che fa ritorno“).
Szene 5. Ersilla schwankt zwischen Hoffnung und Liebesleid (Arie Ersilla: „Amor mi disse un di“).
Liebliche Gegend
Szene 6. Arsace bittet Partenope, Eurimene zu vergeben. Obwohl er dafür außer einem „unerklärlichen Impuls“ keine Gründe nennt, zeigt sich die Königin ihm zuliebe gnädig. Eurimene wird zwar vom Hof verbannt, doch freigelassen. Ormonte soll ihn ausdrücklich auf Arsaces Fürsprache hinweisen. Arsace ist dennoch unglücklich (Arie Arsace: „Quel ruscelletto“).
Szene 7. Als Ormonte Eurimene/Rosmira freilässt und auf die Verbannung hinweist, erklärt dieser, dass er Arsace niemals allein lassen werde. Ormonte rät ihm, seine Gefühle zu unterdrücken (Arie Ormonte: „Se fra turbini d’atra procella“).
Szene 8. Eurimene/Rosmira verspricht Armindo seine Hilfe. Er solle der Königin mitteilen, dass er ihr ein Geheimnis offenbaren wolle. Dieses werde Partenopes Herz von Arsace ab- und ihm zuwenden. Armindo beginnt zu hoffen, erkennt aber gleichzeitig eine Drohung Eurimenes gegen Arsace (Arie Armindo: „Leone sdegnoso per orrida strage“).
Szene 9. Obwohl Arsace Rosmira erneut seine Liebe erklärt, findet sie, dass ihre Rache noch nicht vollendet ist (Arie Rosmira: „Che gran contento“).
Szene 10. Arsace wünscht sich nichts mehr als eine Versöhnung mit Rosmira. Armindo bittet Partenope, Eurimene noch einmal zu empfangen, um dessen Geheimnis zu erfahren. Die Königin stimmt zu.
Szene 11. In Gegenwart der anderen Prinzen enthüllt Eurimene/Rosmira daraufhin, dass Arsace einst der zyprischen Prinzessin Rosmira die Ehe versprochen und diese dann zugunsten Partenopes verlassen habe. Sie habe ihn (Eurimene) nach Neapel gesandt, um Arsace zum Zweikampf herauszufordern. Die vom Verhalten ihres Geliebten zutiefst enttäuschte Partenope sagt sich sofort von ihm los (Terzett Partenope/Arsace/Rosmira: „Un core infedele si deve punir“).

### Dritter Akt
Saal
Szene 1. Rosmira weist einen weiteren Versöhnungsversuch Arsaces zurück, behauptet aber gleichzeitig, dass sie ihn noch immer liebt (Arie Rosmira: „Vuoi ch’io t’oda?“).
Szene 2. Arsace ist von Rosmiras Verhalten verwirrt (Arie Arsace: „La bella mia nemica“).
Hof in der Nähe des Amphitheaters
Szene 3. Partenope weist Emilio erneut zurück und rät ihm, sich an Ersilla zu halten. Für das bevorstehende Duell ernennt sie Armindo zu Eurimenes und Emilio zu Arsaces Sekundanten. Sie ist fest entschlossen, Arsace nicht zu schonen (Arie Partenope: „In mezzo all’onde irate“).
Szene 4. Emilio weiß jetzt, dass Ersilla selbst die ihn liebende Prinzessin ist. Bevor er ihr antworten kann, verkündet ein Trompetensignal den Beginn des Zweikampfs.
Szene 5. Ersilla muss weiterhin die Ungewissheit ertragen (Arie Ersilla: „Chi mai d’iniqua stella“).
Das für das Duell vorgesehene prächtige Amphitheater mit einem Thron
Szene 6 (ultima). Nachdem Ormonte Eurimenes Herausforderung vorgelesen hat, gibt Partenope ihr Einverständnis zum Kampf. Arsace zögert jedoch, mit Rosmira zu kämpfen. Als ihm die anderen Feigheit vorwerfen, erklärt er, dass auf einem Kampf mit nacktem Oberkörper bestehe. Das kann Rosmira nicht zulassen. Sie gibt sich öffentlich als Rosmira zu erkennen. Damit löst sich der Konflikt. Partenope verkündet, dass sie Armindo heiraten wolle, und auch Rosmira und Arsace finden wieder zusammen. Emilio wird freigelassen und nimmt Ersilla zur Frau. Alle bejubeln die Königin (Chor: „Viva viva Partenope viva“).

## Gestaltung

### Orchester
Das Orchester der Oper benötigt zwei Blockflöten, zwei Oboen, zwei Trompeten, zwei Hörner, einer Solo-Violine, Streicher und Basso continuo.:373

### Musiknummern
Die Oper enthält die folgenden Musiknummern:
- „Introdutione“
 Musik von Girolamo Micheli mit einigen Strichen Vivaldis
  - 1. Allegro assai (D-Dur); für zwei Trombe da caccia, zwei Oboen, Streicher und Basso continuo
  - 2. Andante
  - 3. Allegro assai

Erster Akt
- Szene 1. Chor (tutti unisono): „Viva viva Partenope viva“ – Allegro (D-Dur); für Trompete, Violinen I/II, Viola/Basso continuo
  - Rezitativ: „Tu dell’ eccelse mura“
  - Chor (tutti unisono): „Le sue spiagge fecondi l’aurora“ – Allegro (D-Dur); für Trompete, Violinen I/II, Viola/Basso continuo
- Szene 2. Rezitativ: „Arsace Armindo osserva“
- Szene 3. Rezitativ: „Regina, in folte schiere il popolo cumano“
- Szene 4. Rezitativ: „Cavalier, si degli Dei“
  - Arie (Armindo): „Fra l’orror del grave affanno“;
 nicht erhalten
- Szene 5. Rezitativ: „O che Arsace delira“
  - Arie (Rosmira): „Pensa che dei tacer“ – … (F-Dur); für Streicher und Basso continuo;
 Autograph von Vivaldi; auch im Pasticcio Rosmira RV Anh 127.29 (Graz 1739) enthalten.
- Szene 6. Rezitativ: „Rosmira, oh Dio, Rosmira sotto mentito spoglie“
- Szene 7. Rezitativ: „Non soggiace a rossori“
  - Arie (Partenope): „Sei caro all’or che serbi“ – … (D-Dur); für Streicher und Basso continuo;
 Musik von Antonio Maria Mazzoni: Solo-Arie „So che io son figlia“ mit von Vivaldi unterlegtem Text
- Szene 8. Rezitativ: „I novelli amot tuoi“
- Szene 9. Rezitativ: „O Roamira gradita, bella cagion“
  - Arie (Arsace): „La rondinella“ – Andante molto molto (F-Dur); für Streicher und Basso continuo;
 Autograph von Vivaldi
- Szene 10. Rezitativ: „Seguo dell’idol mio l’orme gradite“
  - Arie (Ersilla): „Aver un’anima“ – Moderato (F-Dur); für Streicher und Basso continuo;
 Musik von Giuseppe Antonio Paganelli: Arie aus Artaserse, „Bramar di perdere“ mit von Vivaldi unterlegtem Text
- Szene 11. Rezitativ: „Emilio venga ei quì non lunge attende“
  - Arie (Emilio): „Già risvegliar à sdegno“ – Allegro (D-Dur); für Trompete, Oboe solo, Violine solo, Streicher und Basso continuo;
 Musik von Georg Friedrich Händel: Arie aus Ezio, „Già risuonar d’intorno“; Handschrift eines professionellen Kopisten, Text und Musik von Vivaldi angepasst
- Szene 12. Rezitativ: „Arsace, tu sarai dell’esercito“
  - Arie (Ormonte): „Sempre la fiamma è bella“ – Allegro (B-Dur); für Streicher und Basso continuo;
 Musik eines anonymen Komponisten: Arie „Lascia Clomiri bella“, möglicherweise aus einer Kantate; Handschrift eines professionellen, weniger geschickten Kopisten; Worte und Musiknotation von Vivaldi angepasst
- Szene 13. Rezitativ: „Eurimene al cimento venir tu vuoi?“
- Szene 14. Rezitativ: „Deggio di te lagnarmi“
- Szene 15. Rezitativ: „Vò meditanto sempre“
  - Arie (Rosmira): „È follia se nascondete“ – Allegro ma poco (g-Moll); für Streicher und Basso continuo;
 Text aus Pietro Metastasios Catone in Utica, dort Arie der Marzia; Musik möglicherweise aus Johann Adolph Hasses Catone in Utica; auch in Vivaldis  Catone in Utica RV 705 I:2 (1737) enthalten; schlechte Kopie mit geringfügigen Anpassungen Vivaldis
- Szene 16. Rezitativ: „Soccorso Armindo è teco“
  - Chor (Arsace, Ersilla, Armindo, Rosmira, Ormonte, Emilio): „Ti circondi la gloria d’allori“ – … (D-Dur); für Trompete, Streicher und Basso continuo

Zweiter Akt
- Szene 1. Tanz
  - Rezitativ: „Olà dè ferri il peso“
  - Arie (Partenope): „Il mio caro e dolce amore“ – … (C-Dur); für zwei Flöten, Streicher und Basso continuo;
 Musik eines anonymen Komponisten; Kopie möglicherweise von einem der Sänger angefertigt
- Szene 2. Rezitativ: „Ti bramo amico, e teco“
  - Arie (Ersilla): „Vorrei dirti il mio dolore“ – Larghetto (Es-Dur); für Streicher und Basso continuo;
 Autograph von Vivaldi; Text aus Pietro Metastasios Oratorium La passione di Gesù Cristo[6]
- Szene 3. Rezitativ: „Non può darsi in un petto maggior viltà“
- Szene 4. Rezitativ: „Sola al fin teco resto“
  - Arie (Emilio): „Prigionier che fa ritorno“ – … (F-Dur); für Streicher und Basso continuo;
 unprofessionelle Kopie mit mehreren Schnitten, nicht zwingend von Vivaldi
- Szene 5. Rezitativ: „Deh, perchè mai volesti“
  - Arie (Ersilla): „Amor mi disse un di“ – Andante amoroso (B-Dur); für Streicher und Basso continuo;
 Musik von Giovanni Battista Pergolesi: L’olimpiade, schlechte handelsübliche Kopie mit einigen Textanpassungen Vivaldis
- Szene 6. Rezitativ: „A’ prò di chi t’offese“
  - Arie (Arsace): „Quel ruscelletto“ – … (E-Dur);
 Autograph von Vivaldi; nur Skizze (Bass-Linie)
- Szene 7. Rezitativ: „Principe ti narrai con qual divieto“
  - Arie (Ormonte): „Se fra turbini d’atra procella“ – Allegro e con spirito (A-Dur); für Streicher und Basso continuo;
 Musik von Johann Adolph Hasse, unidentifiziert; gute professionelle Kopie ohne Änderungen Vivaldis
- Szene 8. Rezitativ: „Quando godo Eurimene vederti in libertà“
  - Arie (Armindo): „Leone sdegnoso per orrida strage“ – Allegro assai (C-Dur); für Streicher und Basso continuo;
 Musik von Antonio Gaetano Pampani; gute Kopie, die möglicherweise von Pampani selbst stammt, mit Anpassungen Vivaldis; ursprünglicher Text: „Torrente cresciuto“ aus Pietro Metastasios Siroe, von Vivaldi für eine Vertonung 1738 in Ferrara vorgesehen, realisiert im Sommer 1738 in Ancona
- Szene 9. Rezitativ: „Giva guardando intorno“
  - Arie (Rosmira): „Che gran contento“;
 nicht erhalten; Text auch im Libretto von Ginevra principessa di Scozia RV 716 I:6 (1736, Musik verschollen)
- Szene 10. Rezitativ: „Rosmira, Rosmira, à me deh riedi“
- Szene 11. Rezitativ: „Partenope, Eurimene mercè de tuoi favori“
  - Terzett (Arsace, Partenope, Rosmira): „Un core infedele si deve punir“ – Allegro (C-Dur); für Streicher und Basso continuo
 Autograph von Vivaldi

Dritter Akt
- Szene 1. Rezitativ: „Rosmira, ove it guida sdegno tiranno“
  - Arie (Rosmira): „Vuoi ch’io t’oda“
 nicht erhalten; das Metrum entspricht dem der Arie „Ah si resti, onor mi sgrida“ aus Pietro Metastasios Temistocle in Antonio Gaetano Pampanis Vertonung Artaserse Longimano (Venedig, Karneval 1737)
- Szene 2. Rezitativ: „Che pensi, Arsace?“
  - Arie (Arsace): „La bella mia nemica“ – … (D-Dur); für Streicher und Basso continuo (Anonym);
 gute, aber nicht professionelle Kopie ohne Titelangabe mit mehreren Schnitten; Text von Vivaldi eingetragen (ursprünglich „Il labbro ti lusinga“); mit anderem Text auch in Armida al campo d’Egitto RV 699d III:9 (1738)
- Szene 3. Rezitativ: „Regina, ecco il momento“
  - Arie (Partenope): „In mezzo all’onde irate“ – … (F-Dur); für zwei Hörner, Violinen I und II, Viola/Basso continuo;
 Musik von Leonardo Vinci aus der damals sehr bekannten Solo-Kantate „Mesta, oh Dio, fra queste selve“; autographe Kopie Vivaldis
- Szene 4. Rezitativ: „Che pensi? Ah Principessa“
- Szene 5. Rezitativ: „Del mio destino incerto“
  - Arie (Ersilla): „Chi mai d’iniqua stella“
 nicht erhalten; möglicherweise aus Antonio Gaetano Pampanis Artaserse Longimano; andererseits existieren zwei Vivaldi zugeschriebene Kopien einer Arie mit diesem Text;[5]:642 Frédéric Delaméa zufolge wurde die Arie kürzlich mit kleineren Textabweichungen in Rostock und Wien wiederentdeckt.[6]
- Szene 6. Rezitativ: „Leggi, Ormonte Regina in queste arene“
  - Chor (tutti unisono): „Viva viva Partenope viva“ – Allegro (D-Dur); für Trompete, Violinen I/II, Viola/Basso continuo (Wiederholung von I:1)

## Werkgeschichte
Antonio Vivaldi stellte sein Opern-Pasticcio Rosmira aus Musik von Georg Friedrich Händel, Johann Adolph Hasse, Girolamo Micheli, Antonio Maria Mazzoni, Giuseppe Antonio Paganelli, Antonio Gaetano Pampani, Giovanni Battista Pergolesi und Leonardo Vinci sowie einigen eigenen Stücken zusammen. Bis auf den Letztgenannten sind alle Namen auf der Titelseite des Partiturmanuskripts aufgeführt. Es ist die letzte erhaltene Bühnenpartitur Vivaldis. Sie ist nicht ganz vollständig überliefert. Die vier fehlenden Arien stammten vermutlich nicht von Vivaldi und wurden dem Manuskript nur lose beigelegt. Die Arie des Arsace „Quel ruscelletto“ (II:6) ist nur ein Fragment.:639 Alle Rezitative notierte Vivaldi selbst. Die Arien suchte er zwar wohl persönlich aus, deren Noten wurden aber von insgesamt zwölf Kopisten:241 übertragen, bevor er ihnen den jeweils neuen Text unterlegte. Diese Kopien sind von sehr unterschiedlicher Qualität und unterschreiten oft den zeitgenössischen Standard. Eine oder zwei wurden möglicherweise von den Sängern selbst angefertigt. Außer den Rezitativen stammen lediglich die Chöre, das Terzett und mutmaßlich vier Arien von Vivaldi. Aufgrund der eigenwilligen Zusammenstellung spekulierte Reinhard Strohm, dass Vivaldi die Musik vielleicht einfach auf dem freien Markt zusammengekauft haben könnte.:639f Sein Hauptaugenmerk lag dabei darin, eine Oper mit Arien im aktuellen Stil zu produzieren, die sich von der 1725 in Venedig unter dem Titel La Rosmira fedele gespielten Fassung Vincis deutlich unterschied. Auch Vivaldis Manuskript ist mit Rosmira fedele betitelt. Die Oper wurde dann aber laut Textbuch unter dem Titel Rosmira aufgeführt.:241
Das Libretto ist eine überarbeitete Fassung der vielfach vertonten Partenope von Silvio Stampiglia (erstmals vertont 1699 von Luigi Mancia). Mehrere der ausgetauschten Arientexte sind Werken Pietro Metastasios entnommen. Vivaldi nutzte als Basis zweifellos die von Leonardo Vinci vertonte Fassung von 1725, die wiederum auf der 1722 von Domenico Sarro genutzten Fassung beruht. Vivaldi strukturierte den Text allerdings deutlich um. Der kurze dritte Akt erscheint nur noch wie ein Anhängsel der anderen beiden Akte. Die Texte fast aller geschlossenen Musiknummern, darunter bis auf eine einzige („La rondinella“, I:9) sämtliche Arien, wurden ausgetauscht. Das Terzett „Un core infedele“ wurde vom dritten Akt an den Schluss des zweiten verschoben. Außerdem wurde mit Ersilla eine neue Figur eingeführt, die am Ende eine Dreifachhochzeit ermöglichte (in den älteren Fassungen musste Emilio sich mit Partenopes Freundschaft begnügen).:638
Das gedruckte Libretto von 1738 ist dem Markgrafen Friedrich von Brandenburg-Bayreuth gewidmet, der zu dieser Zeit mit seiner Frau Sophie Wilhelmine Venedig besuchte.:241 Die Widmung unterzeichnete Vivaldi selbst.
Bei der Uraufführung am 27. Januar 1738 als dritte Oper der Karnevalsaison des Teatro Sant’Angelo in Venedig sangen Anna Girò (Rosmira), Dorotea Lolli (Partenope), Margherita Giacomazzi (Arsace), Catterina Bassi (Ersilla), Giacomo Zaghini (Armindo), Giuseppe Rossi (Emilio), Pasqualino Negri (Ormonte). Die Bühnenbilder stammten von Giuseppe Zanchi und Federico Zanogia (Zanoja), die Kostüme von Natale Canciani, die Choreografie der Tänze von Francesco Catenella.:635f Die Premiere wurde vom Publikum mit „großem Applaus“ angenommen, und auch die Aufführung am Folgetag erhielt den „allgemeinen Applaus der Zuhörer“.
Einige Autoren geben an, dass es sich bei den während der Karnevalsaison 1738 in Klagenfurt und im Herbst 1739 in Graz gespielten Rosmira-Opern um Bearbeitungen von Vivaldis Pasticcio handelt. Dies wurde offenbar aus der Mitwirkung Anna Giròs geschlossen. Reinhard Strohm legte jedoch dar, dass das dort verwendete Libretto im Wesentlichen auf dem 1725 von Leonardo Vinci verwendeten basiert – mit kleineren Anteilen aus dem von Antonio Caldara 1708 vertonten Text. Es gibt keine einzige exakte Übereinstimmung mit der von Vivaldi genutzten Fassung.:643 Im Informationssystem Corago der Universität Bologna sind beide Produktionen entsprechend (mit Fragezeichen versehen) Vincis Oper zugewiesen. Corago ordnet stattdessen eine in der Karnevalsaison 1740 im Palazzo Privinciale in Ljubljana gezeigte Oper Rosmira dem Datensatz Vivaldis zu, deren Textbuch allerdings behauptet, der Text stamme von Pietro Metastasio und die Musik von Johann Adolph Hasse.
Das Werk wurde im März 2003 in Nizza unter der Leitung des Dirigenten Gilbert Bezzina in einer Inszenierung von Gilbert Blin wieder gespielt. Ein Live-Mitschnitt wurde auf CD veröffentlicht.

## Aufnahmen
- März 2003 als Rosmira fedele – Gilbert Bezzina (Dirigent), Ensemble Baroque de Nice.
 Marianna Pizzolato (Rosmira), Claire Brua (Partenope), Salomé Haller (Arsace), Rossana Bertini (Ersilla), Jacek Laszczkowski (Armindo), Philippe Cantor (Emilio), John Elwes (Ormonte).
 Live aus Nizza; mit Ersatzstücken für die nicht erhaltenen Arien.
 Dynamic CDS 437/1-3 (3 CDs).[12][6]